# 2-es busz (Szekszárd)
A szekszárdi 2-es buszjárat Autóbusz-állomás és Palánk, vegyesbolt kapcsolatát látta el. Utasforgalma iskolaidőben volt a legnagyobb, a várostól legtávolabb lévő középfokú oktatási intézményeket, ipari üzemeket kötötte össze a belvárossal és az Autóbusz-állomással.

## Története
Vonalvezetése sokat változott, a belváros forgalmi rendjének átalakításakor került le a Béla király térről, majd 2008. augusztus 17. napjától nem a Szent István téren, hanem a Holub József és  Wesselényi utcákon át közlekedett. A vonal a 2022-ben új vonalhálózat és menetrend bevezetésekor megszűnt.

## Útvonala
| Autóbusz-állomás - Wesselényi u. - Kadarka u. - Műszergyár - Palánk | Palánk – Műszergyár – Kadarka u. – Wesselényi u.. – Autóbusz-állomás |
| --- | --- |
| - Autóbusz-állomás - Holub J. utca - Szövetség utca - Wesselényi utca - Széchenyi utca - Szent László utca - Babits utca - Kadarka utca - Palánki út - Palánk, vegyesbolt | - Palánk, vegyesbolt - Palánki út - Kadarka utca - Babits utca - Szent László utca - Széchenyi utca - Wesselényi utca - Szövetség utca - Holub J. utca - Autóbusz-állomás |

## Megállóhelyei
| sz. | megállóhely neve  | menetidő (perc) | menetidő (perc) | átszállási kapcsolatok                   | intézmények                       |
| --- | ----------------- | --------------- | --------------- | ---------------------------------------- | --------------------------------- |
| 0   | Autóbusz-állomás  | 0               | 20              | 1, 2Y, 3, 3A, 4, 5, 5Y, 6, 6Y, 7, 7A, 7B | •Autóbusz-állomás\|•Vasút-állomás |
| 1   | Holub J. utca     | 2               | 18              | 2Y, 4A, 4Y                               |                                   |
| 2   | Szövetség utca    | 3               | 17              | 2Y, 4A, 4Y                               |                                   |
| 3   | Wesselényi utca   | 5               | 15              | 2Y, 4Y                                   |                                   |
| 4   | Nyomda            | 7               | 13              | 2Y, 5, 5Y, 6, 6Y, 8, 88, 89, 9, 98       |                                   |
| 5   | Posta             | ∫               | 12              | 1, 2Y, 7, 7A, 7B, 8, 88, 89, 9, 98       |                                   |
| 6   | Szent László utca | 9               | 11              | 1, 2Y, 4, 4A, 4Y, 6Y, 7, 7A, 7B, 88, 89  |                                   |
| 7   | Babits iskola     | 10              | 10              | 2Y, 88, 89                               |                                   |
| 8   | Kadarka lakótelep | 12              | 18              | 2Y, 88, 89                               |                                   |
| 9   | Újváros temető    | 14              | 6               | 2Y, 8, 8A, 88, 89, 9, 9Y, 98             |                                   |
| 10  | Csecsemőotthon    | 16              | 4               | 2Y, 8, 8A, 88, 89, 98                    |                                   |
| 11  | Palánki út MMG    | 17              | 3               | 2Y, 8, 8A, 88, 89, 98                    |                                   |
| 12  | Palánk vegyesbolt | 20              | 0               | 2Y, 8, 88                                |                                   |